# 国鉄タサ5400形貨車
国鉄タサ5400形貨車（こくてつタサ5400がたかしゃ）は、かつて日本国有鉄道（国鉄）に在籍した私有貨車（タンク車）である。

## 概要
本形式は、液化プロパン専用の20 t積タンク車として1960年（昭和35年）8月16日から1963年（昭和38年）6月19日にかけて356両（オタサ5400 - オタサ5497、オタサ15400 - オタサ15642、オタサ15648 - オタサ15662）が三菱重工業、日立製作所、川崎車輛、日本車輌製造、富士重工業、富士車輌、汽車製造の7社にて製作された。なお、オタサ5498 - オタサ5499、オタサ15643 - オタサ15647は最初から空番である。用途記号表記は特殊標記符号「オ」（全長 16 m 以上）を前置し「オタサ」と標記する。
本形式のほか、液化プロパンを専用種別とする形式には、タム7100形（104両）の1形式のみが存在した。1963年（昭和38年）2月4日に専用種別の名称変更が行われ、LPガス（最高使用圧力16.7 kg/cm2）専用となった。
1979年（昭和54年）10月より化成品分類番号「燃(G)23」（燃焼性の物質、高圧ガス、高圧ガス、可燃性のもの）が標記された。専用種別の「LPガス」と化成品分類番号の「燃」は赤色で標記されている。さらに、タンク体右側形式番号上には「連結注意」が標記された。
落成時の所有者は、セントラル石油瓦斯、丸善海運、昭和石油瓦斯、ゼネラル瓦斯、北海酸素、出光興産、日本石油輸送、東邦アセチレン、丸紅飯田、日本石油瓦斯、日通液化ガス、大洋プロパン瓦斯、三菱液化瓦斯、三菱化成工業、日商、亜細亜石油、三角石油瓦斯、岩谷産業の18社であった。
ドームレス直円筒型のタンク体は、ボイラー鋼板（SB46B、現在のSB450）製で荷役方式はタンク上部にある弁からの上入れ、上出し式である。
塗色はねずみ色1号であり、全長は17,880 mm、全幅は2,420 mm、全高は3,859 mm、台車中心間距離は13,700 mm、実容積は45.5 m3 - 45.7 m3、自重は31.3 t - 32.3 t、換算両数は積車5.0、空車3.0、最高運転速度は75 km/h、台車はベッテンドルフ式のTR41Cである。
1982年（昭和57年）9月30日に最後まで在籍した1両（オタサ15607）が廃車となり、同時に形式消滅となった。